# Port lotniczy Ascensión de Guarayos
Port lotniczy Ascensión de Guarayos – port lotniczy zlokalizowany w boliwijskim mieście Ascensión de Guarayos.